# يو إف سي ليلة القتال: لويس ضد هنت
يو إف سي ليلة القتال: لويس ضد هنت (بالإنجليزية: UFC Fight Night: Lewis vs. Hunt)‏ هو حدث لفنون القتال المختلطة نظمته يو إف سي، أُقيم في 11 يونيو 2017، على سبارك أرينا في أوكلاند، نيوزيلندا.